# Bellator 34
 Bellator XXXIV  foi um evento de MMA organizado pelo Bellator Fighting Championships, ocorrido no dia 28 de outubro de 2010 no Seminole Hard Rock Hotel & Casino em Hollywood, Florida. O card contou com a final do Torneio Feminino de 115 lbs Terceira Temporada, contou também com Hector Lombard defendendo seu Cinturão Peso Médio do Bellator. O evento foi transmitido ao vivo na Fox Sports Net e suas afiliadas regionais.